# Robert II de Bellême
Robert II de Bellême (vers 1057 - castell de Wareham, després de 1130), va ser comte consort de Ponthieu, vescomte d'Hiémois al ducat de Normandia, senyor de Bellême, Sées, i Alençon, i tercer comte de Shrewsbury a Anglaterra. Va ser un dels principals protagonistes de l'anarquia que va succeir a la mort el 1087 de Guillem I d'Anglaterra, duc de Normandia i rei d'Anglaterra. Mentre que els tres fills d'aquest últim es disputaven l'herència paterna, va intentar conservar la integritat dels seus béns però va acabar per perdre-ho tot. Després d'haver-li retirat el seu comtat anglès el 1102, Enric I d'Anglaterra, el fill petit del Conquistador, el va fer presoner deu anys més tard i el va retenir fins a la seva mort. L'Historia ecclesiastica del cronista Orderic Vital és a l'origen de la mala reputació del personatge però des dels anys 1980, diversos historiadors, entre els quals Kathleen Thompson sobretot, han reconsiderat la figura del senyor de Bellême.

## Un baró amb estatut particular
Robert II de Bellême era el fill gran de Mabilla de Bellême i de Roger II de Montgommery, company de Guillem el Conqueridor. La mort dels seus pares (respectivament el 1077 i 1094) li va oferir un heretatge important - un conjunt de territoris a cavall sobre el Maine i Normandia. Aquestes possessions el col·locaven en el vassallatge de tres amos diferents: el duc de Normandia, el comte del Maine i el rei de França. Trenta-quatre castells defensaven el seu territori - el que li assegurava un lloc de primera importància al ducat. Però no només. El 1099, va succeir al seu germà segon Hug de Montgommery al capdavant del comtat de Shrewsbury a Anglaterra. Finalment, gràcies al seu matrimoni amb Agnès de Ponthieu, va esdevenir vers 1100 (a la mort de Guiu I de Ponthieu, el pare d'Agnès), el nou comte de Ponthieu per dret uxori.
La potència de Robert de Bellême es recolzava en una xarxa densa de fortaleses. Segons Orderic Vital, el baró manava 34 castells sobre les marques normano-manseses. Citem entre aquestes fortaleses: Bellême és clar, Alençon, Domfront, Argentan, Ballon, Ceton, Lurson, Fourches, Boitron i Almenêches. El monjo-historiador explica com Robert construïa llocs forts usurpant terres en sectors estratègics, per exemple a La Courbe al país d'Houlme. Aquest conjunt de fortificacions estava relacionat amb la política bel·licosa del senyor de Bellême. En els anys 1090, la feble autoritat del duc de Normandia Robert Courteheuse va afavorir el renaixement dels conflictes locals en el ducat i les regions frontereres. El senyor de Bellême hi va estar molt implicat. Revifa la vella guerra familiar contra la família dels Giroie i es va acostar als seus aliats, els senyors de l'Aigle. Al Hiémois, VA intentaR imposar-se a les altres grans famílies de la regió: els senyors de Courcy i de Grandmesnil. Diversos veïns del ducat de Normandie li foren hostils: els comtes de Mortagne-au-Perche, Geoffroy, i després Rotrou, reivindicaren una part dels territoris de la família Montgommery. El comte del Maine Elies I de la Flèche i diversos altres senyors mansesos (de Maine o Mans) intentaren debilitar el seu perillós veí.
Les operacions militars i els treballs de fortificació costaren tant que el senyor de Bellême va haver d'apropiar-se a vegades a les terres de l'església. D'on les exaccions contra les propietats de l'abadia d'Ouche i el bisbat de Sées (Séez).

## Robert de Bellême i Robert Courteheuse (1077-1096): una aliança insegura

### Sota Guillem el Conqueridor (vers 1077-1087)
La primera actuació destacada de Robert de Bellême se situa el 1077 quan va decidir sostenir la rebel·lió del fill gran de Guillem I d'Anglaterra, Robert Courteheuse, contra el seu pare. Junts van abandonar Normandie i van trobar refugi amb el comte de Flandes Robert el Frisó i després a la cort del rei de França Felip I. Robert Courteheuse va acabar fent la pau amb el seu pare el 1078.
En els anys 1080, després que la seva mare moria el 1077, Robert va tenir el control de les possessions familiars a França. El seu pare, que encara era viu, es va implicar més en els assumptes anglesos. Robert va presidir el tribunal baronial i va acumular així una certa experiència del poder i de l'administració.
Però quan el 1087, Robert de Bellême va saber de camí a Rouen la mort del duc, va retornar a les seves possessions i va fer fora totes les guarnicions ducals dels seus castells, sobretot a Alençon (en territori ducal) però també a Bellême (al comtat del Maine). El turbulent senyor esperava ser l'únic senyor als seus dominis. Però l'anarquia que regnava a Normandia després de la mort de Guillem I d'Anglaterra encara li permetia esperar més. El ducat estava minat per la rivalitat entre els tres fills del difunt duc, Robert Courteheuse, Guillem el Roig i Enric Beauclerc i Robert de Bellême va intentar treure profit de la confusió.

### La rebel·lió i l'empresonament del 1088
El 1088, el senyor de Bellême va participar en el complot ordit pels més alts barons anglo-normands contra Guillem el Roig, rei d'Anglaterra. L'objectiu era d'obtenir la deposició d'aquest últim i d'oferir la corona al seu germà gran Robert Courteheuse, duc de Normandia. Robert de Bellême figurava a l'avantguarda de les tropes de Courteheuse a Rochester. El tron de Guillem estava molt amenaçat però aquest últim va aconseguir atreure al seu bàndol al vell Roger II de Montgommery, el pare de Robert de Bellême, que es va separar dels altres conjurats. Finalment el rei triomfa sobre la rebel·lió. Robert de Bellême fou perdonat, segurament mercès al suport patern, i va marxar d'Anglaterra per retornar a Normandia.
Només desembarcat sobre sòl normand, fou arrestat en companyia d'Enric Beauclerc, ja que Robert Courteheuse sospitava que conspiraven. La detenció va afavorir sobretot els propòsits militars del duc de Normandie que es prepara per portar una campanya militar al Maine per sotmetre la noblesa local. Ara bé, Robert de Bellême era un dels més importants senyors d'aquesta regió. Empresonat a Neuilly-l'Évêque, no es podrà oposar a la recuperació de l'autoritat ducal. La detenció provoca la còlera de Roger II de Montgommery. Va marxar d'Anglaterra, va arribar a Normandia i va posar en estat de defensa la senyoria de Bellême i l'Hiémois. Després d'haver restablert el seu poder al Maine, el duc de Normandia va assetjra diversos castells de la família de Montgommery. Saint-Céneri-le-Gérei fou pres a la tardor del 1088. Fou després d'aquesta victòria que va acceptar tractar amb Roger de Montgommery. Robert de Bellême fou alliberat però no va poder recuperar el seu castell de Saint-Céneri que fou confiat pel duc a un enemic de la família, Robert Giroie.

### El breu canvi de 1094
Després d'aquests esdeveniments de 1088, Robert de Bellême escull tanmateix servir fidelment Robert Courteheuse durant diversos anys. Figura entre els seus principals consellers i li aporta la seva ajuda en el moment de la rebel·lió de Rouen el 1190. Per la seva part, el 1092, Robert Courteheuse recolza el seu vassall quan aquest últim assetja el castell del seu enemic Ricard de Courcy.
Tanmateix, certs actes del duc no afavoriren a Robert de Bellême. Robert Courteheuse va cedir per exemple la fortalesa d'Exmes a Gilbert de l'Aigle mentre que el senyor de Bellême esperava legítimament que aquest lloc se li retornés per la seva posició al vescomtat de l'Hiémois. El 1093, Robert Giroie es va revoltar contra el duc; aquest últim va sotmetre el castell de Saint-Céneri i després va tractar amb el rebel. Robert de Bellême esperava que el castell li retornaria o almenys que quedaria a les mans ducals, però, al final d'un acord generós, el duc va decidir tornar el castell als Giroie.
El 1094, segurament decebut, Robert de Bellême es gira cap al germà de Robert Courteheuse, Guillem el Roig. Va obrir als homes del rei d'Anglaterra diverses fortaleses de les quals la d'Argentan era la principal. Tanmateix, Robert Courteheuse reacciona de seguida i, al capdavant del seu exèrcit, va recuperar els castells amb l'ajuda del rei de França. Robert de Bellême tornà llavors a la fidelitat al duc.

## Robert de Bellême i Guillem el Roig (1096-1100)
El 1096, el duc Robert Courteheuse va marxar a la primera croada i deixa la guàrdia del ducat al seu germà Guillem el Roig, rei d'Anglaterra. Robert de Bellême canvia doncs de senyor però aquest canvi es va revelar profitós per a ell.
En el moment de la campanya al Vexin el 1097, el rei d'Anglaterra el va nomenar el cap dels seus exèrcits (senescal). Els seus talents d'enginyer militar foren apreciats. Sabia construir tan bé artefactes de setge com fortaleses. Guillem el Roig li va confiar l'edificació del castell de Gisors, a la frontera oriental del ducat. L'abril de 1098, Robert de Bellême realitza una bonica proesa capturant al comte del Maine, Elies de La Fléche que el rei intentava sotmetre.
Els serveis del senyor de Bellême foren recompensats. El 1098, el seu germà Hug de Montgommery, comte de Shrewsbury, va morir en un combat a Gal·les. Guillem accepta que Robert hereti del comtat de Shrewsbury contra el pagament de 3000 £. El baró aconseguí doncs reunir entre les seves mans el patrimoni patern (el comtat de Shrewsbury, una part del país de Galles, i l'Hiémois) i matern (la senyoria de Bellême amb Alençon, Domfront i Sées). A més va rebre probablement llavors la guarda del castell de Tickhill al sud del Yorkshire.
El 1100, una nova defunció afavoreix Robert de Bellême. Guiu I de Ponthieu va morir deixant com a hereva la seva filla Agnès, i Robert, en tant que gendre de difunt, hereta el control del comtat. Comte del Ponthieu i del comtat de Shrewsbury, senyor de nombrosos feus al Maine i a Normandia, era llavor al ple de la seva potència.

## Robert de Bellême contraEnric I d'Anglaterra(1100-després de 1130)

### La rebel·lió de 1101-1102
La fidelitat de Robert de Bellême va entrar en qüestió per la mort accidental de Guillem II d'Anglaterra i la seva substitució sobre el tron d'Angleterre pel seu germà segon, Enric Beauclerc (1100). Els dos homes eren enemics. Alguns anys abans, el fill petit de Guillem el Conqueridor havia pres a Robert la ciutat de Domfront.
Robert Courteheuse torna de la croada un mes després de la coronació d'Enric. No pensa pas a abandonar els seus drets sobre el tron anglès i, per afirmar-los, desembarca a Anglaterra (1101). Certs barons anglo-normands, sobretot Yves de Grandmesnil, Guillem II de Warenne i Robert II de Bellême, acullen favorablement aquest desembarcament, ja que esperen així l'expulsió d'Enric i la reunió de Normandia i d'Anglaterra en benefici d'un sol senyor. El fet d'estar sotmès a dos senyors rivals tornava en efecte la seva situació delicada.
L'amenaça del seu germà obliga a Enric a negociar després a fer importants concessions al tractat d'Alton. Però l'essencial fou guanyat per a ell: guarda el Regne d'Anglaterra. Alliberat del problema plantejat per Robert Courteheuse, el rei pot llavors atacar els barons que l'havien traït alguns mesos abans. Robert de Bellême és a la llista. Assignat al tribunal reial per respondre de 45 càrrecs, es nega a comparèixer i es precipita a posar en defensa els seus castells anglesos i gal·lesos. En conseqüència, Enric I d'Anglaterra reuneix un exèrcit i tot seguit es llança al setge de totes les fortaleses comtals: Arundel, Tickhill, Bridgnorth i Shrewsbury cauen de manera successiva en el transcurs de l'any 1102. Robert de Bellême es va veure obligat a negociar. No obtingué la llibertat més que a condició de renunciar a tots els seus béns anglesos. Els seus germans Arnold de Montgommery i Roger el Poiteví s'han de sotmetre a les mateixes condicions. Robert de Bellême marxa doncs refugiar-se a Normandia on la situació no és millor, ja que Enric I havia aconseguit convèncer a Robert Courteheuse de castigar el vassall rebel. Aquest últim es troba doncs amb l'aigua al coll. Es va veure fins i tot obligat per sortir-se'n, a incendiar l'abadia familiar d'Almenêches on l'exèrcit ducal estava reunit. Els homes de Robert de Bellême resistiren tanmateix amb èxit. Incapaç de fer caure la senyoria de Bellême, el duc de Normandie va escollir reconciliar-se amb Robert.
El 1103 i 1104, els dos germans, Henri Beauclerc i Robert Courteheuse, es troben. El primer retreu al segon que hagi fet la pau amb Robert de Bellême i hagi restablert aquest baró en el favor ducal. A manca d'aliats, el duc de Normandia no respon a la petició del seu germà de castigar el seu vassall. Robert de Bellême aprofita aquesta protecció per atacar les terres dels fidels d'Enric al continent.

### La caiguda de Robert de Bellême (1105-després de 1130)
El 1105, a la crida de diversos barons normands, el rei d'Anglaterra Enric I Beauclerc desembarca a Normandia per tal d'enderrocar a Robert Courteheuse. La batalla decisiva va tenir lloc a Tinchebray el 1106. Al costat del duc de Normandia estava Robert II de Bellême que manava un dels tres cossos. El combat es va desenvolupar amb l'avantatge pel rei d'Anglaterra. Comprovant la derrota del seu senyor, Robert de Bellême fuig abans de la fi de la batalla. Enric guanya la victòria, captura el seu germà i el succeeix com a duc de Normandia. És potser per consolidar aquesta nova posició que abans la fi de l'any 1106 el vencedor va fer la pau amb Robert de Bellême. Fou confirmat com a vescomte d'Hiémois mentre que a canvi, retornava totes les terres que havia usurpat, entre les quals Argentan.
Malgrat aquesta pau, la sospita es desenvolupa entre els dos personatges. Enric aïlla diplomàticament Robert aliant-se amb famílies tradicionalment properes als Bellême. Casa dues de les seves filles naturals amb el vescomte de Maine Roscelí de Beaumont i amb el senyor de Laval. El rei instal·la a la Courbe (un castell construït per Robert que havia estat retornat al duc-rei) a un dels seus homes més fidels, Nil d'Aubigny. D'altre costat, la submissió de Robert de Bellême era molt relativa. No presentava regularment els seus comptes a l'autoritat ducal com un vescomte ho havia de fer. Sobretot, maquinava amb el comte d'Anjou Folc V i el rei de França Lluis VI per iniciar una nova rebel·lió contra Enric. Els conjurats formaren doncs una temible coalició que no obstant es va esvair ràpidament. Robert es va trobar sol contra el rei d'Anglaterra. Aquest últim reacciona de la mateixa manera que el 1101-1102. El novembre 1112, cita el rebel a comparèixer davant la seva cort a Bonneville-la-Louvet havent de respondre de diversos càrrecs: maquinació contra els interessos del seu senyor, absències repetides de la cort, i rebuig a presentar els seus comptes al rei per als vescomtats d'Exmes (Hiémois), de Falaise i d'Argentan. Aquesta vegada, Robert de Bellême no s'amaga. Tranquil pel seu estatut d'ambaixador del rei de França, que li assegura la immunitat, es presenta a Bonneville-la-Louvet. Enric I no s'és deixat impressionar i el deté. Robert és condemnat i després enviat captiu a Anglaterra al castell reial de Wareham. Des de la fi de l'any 1112, el rei intenta la conquesta de la senyoria de Bellême que cau completament abans de l'estiu de 1113. És una gran victòria per a Enric, ja que en alguns mesos, s'ha desfet d'un dels més poderosos barons normands i ha sotmès un territori molt de temps rebel a l'autoritat ducal.
Com el seu antic aliat Robert Courteheuse, Robert de Bellême acaba els seus dies a presó. Morí poc després de 1130.

## Robert el Diable?
Els historiadors coneixen bastant bé a Robert de Bellême, ja que en la seva Historia ecclesisatica, el cronista anglo-normand Orderic Vital parla abundantment d'ell. Detalla les seves nombroses malifetes i aixeca un retrat diabòlic del personatge. Alguns autors dels segles passats han sobrenomenat per tant el senyor de Bellême com Robert el Diable.
Avui dia els historiadors de Normandia sospiten que Orderic Vital va ennegrir el retrat i analitzen amb prudència el relat del cronista. Aquest últim tenia en efecte bones raons per retreure-li coses. Robert de Bellême havia atacat moltes vegades els béns i als pagesos de l'abadia d'Ouche, on Vital era monjo. D'altra banda el llinatge dels Bellême mantenia un odi ferotge contra els Grandmesnil i els Giroie, famílies fundadores del monestir.

### Robert de Bellême i l'Església
Per a Orderic Vital, Robert de Bellême va ser un «implacable perseguidor de l'Església». En efecte, els seus actes no van pas al seu favor: el baró no va ser mai un gran benefactor per als establiments religiosos i al contrari, va saquejar o es va apropiar dels seus béns. Aquestes exaccions van empènyer d'altra banda el 1104 el Bisbe de Sées Serlon d'Orgères, i després l'abat de Sées, Raúl, a anar-se'n de la regió. Es van reunir amb el rei Enric a Anglaterra. Aquest últim apareixia com un protector per a l'Església mentre que Robert va ser excomunicat pel bisbe.
Segons la historiadora Kathleen Thompson, l'actitud de Robert procedeix sobretot d'un cap militar que intenta per tots els mitjans trobar subsidis, agafant les possessions clericals a risc de l'enemistat de l'església. La seva conducta no és en res excepcional en la seva època. Guillem el Roig es comportava de la mateixa manera.

### Un home cruel?
Orderic Vital conta com Robert de Bellême tenia costum de sotmetre els honors dels seus enemics, de cremar els seus castells, o de mutilar els seus presoners. Li diu «el carnisser sense pietat». L'hagiògraf Geoffroi Grossus confirma en la seva Vita Bernardi les tortures que infligia el baró. El 1092, el fill de Robert Giroie va morir com a ostatge del senyor de Bellême. Aquesta crueltat recorda la del seu avi, el terrible Guillem II Talvas.
Kathleen Thompson es pregunta si tots aquests testimoniatges no són exagerats. En considera prova que quan Vital evoca les exaccions de Robert contra els gal·lesos, les fonts gal·leses no n'esmenten paraula i acusen més aviat el seu pare Roger II de Montgommery i el seu germà Hug de Montgommery.
Sempre segons el monjo de Saint-Évroult, Robert de Bellême hauria retingut la seva dona Agnès de Ponthieu com a presonera al castell de Bellême abans que aconseguís fugir. Kathleen Thompson proposa una altra lectura. Poc després del primer any del seu fill, Agnès va deixar Bellême amb l'acord del seu marit per tal d'ajudar el seu vell pare a administrar el Ponthieu. Dos documents suggereixen en efecte una bona entesa entre Robert de Bellême i el seu sogre.

### Els talents de Robert
No hi ha dubte que Robert era reconegut per a les seves qualitats d'home militar. Fins i tot Orderic Vital ho admet. Robert de Bellême dominava sobretot l'art del setge. Guillem el Roig va utilitzar les competències del seu baró per a la construcció del castell de Gisors. Robert va aixecar també fortaleses per al seu compte (Château-Gonthier a la Courbe, Bridgnorth a Anglaterra). Sabia també construir artefactes de setge. La capitulació de Bréval el 1092 li deu molt a aquest coneixement.
Com els seus contemporanis, Robert va evitar les batalles campals excepte la de Tinchebray. Però en els compromisos d'escala menys important, va fer prova d'habilitat. La captura d'Elies de la Fléche el 1098 ho prova.
L'historiador Lucien Musset ha revelat les capacitats d'administració del senyor de Bellême. Aquest últim es va desviure per jugar el seu paper d'àrbitre en el moment dels conflictes al si de la seva senyoria. La seva justícia mostra alguns elements de modernitat.
En conclusió, alhora que Orderic Vital mostra Robert com un home sàdic, violent i turbulent, la historiadora britànica Kathleen Thompson ofereix un retrat més matisat. A través de l'estudi de la seva carrera, el defineix com un personatge de caràcter, un soldat competent, un administrador capaç però un home polític poc inspirat.

## Família i descendència
Era el fill gran de Roger II de Montgommery, vescomte d'Hiémois, comte de Shrewsbury, i de Mabilla de Bellême.
Es va casar amb Agnès de Ponthieu, filla del comte Guiu I de Ponthieu. Van tenir com a descendència coneguda:
- Guillem III Talvas (vers 1095-1171), comte de Ponthieu i senyor d'Alençon
- Andreu

Robert tenia quatre germans:
- Hug de Montgommery, comte de Shrewsbury
- Arnold de Montgommery, senyor d'Holderness a Anglaterra
- Roger el Poiteví
- Felip de Montgommery, mort a la Croada el 1098.